# Cục Thống kê Thụy Điển
Cục Thống kê Thụy Điển (tiếng Thụy Điển: Statistiska centralbyrån, viết bắt SCB) là cơ quan của Chính phủ Thụy Điển chịu trách nhiệm đưa ra số liệu thống kê chính thức về Thụy Điển. Số liệu thống kê quốc gia ở Thụy Điển thu thập từ năm 1686 trở lại, khi giáo xứ của Giáo hội Thụy Điển bắt đầu nhận nhiệm vụ thu thập và lưu giữ số liệu về dân số. Tiền nhiệm của SCB là Văn phòng Thống kê (Tabellverket) thành lập năm 1749, tên hiện tại được thông qua năm 1858.
Vào năm 2005, Cục Thống kê Thụy Điển đã có khoảng 1.400 nhân viên. Các văn phòng của cơ quan được đặt tại Stockholm và Örebro. Cục Thống kê Thụy Điển phát hành Tạp chí Thống kê chính thức.